# 24 août dans les chemins de fer
24 juillet 24 septembre
Chronologies thématiques
- Croisades
- Sports
- Disney

Cette page concerne les événements qui se sont déroulés un 24 août dans les chemins de fer.

## Événements

### XIXesiècle
- 1837. France : inauguration de la ligne de Paris-Saint-Lazare à Saint-Germain-en-Laye (limitée au Pecq) par la reine Marie-Amélie, épouse du roi Louis-Philippe.
- 1852. France : concession de la ligne de chemin de fer de Bordeaux à Cette à la compagnie du chemin de fer du Midi et du canal latéral à la Garonne.

### XXIesiècle
- 2005. Autriche : approbation par le gouvernement autrichien du projet de construction du tunnel de Koralm (32,8 km) sur la future ligne directe Graz-Klagenfurt.